# Kopfschmuck

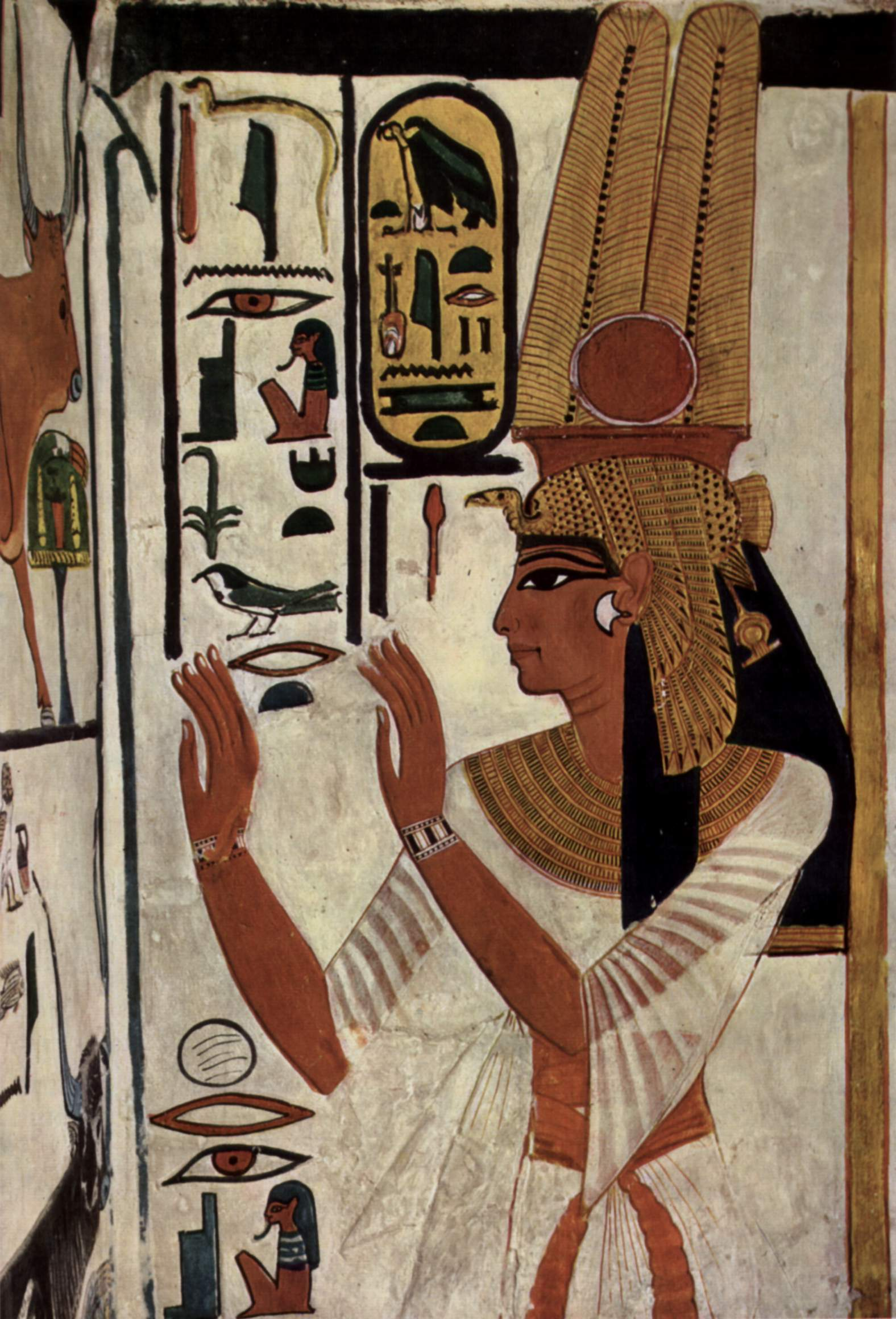
Geierhaube als königlicher Kopfputz

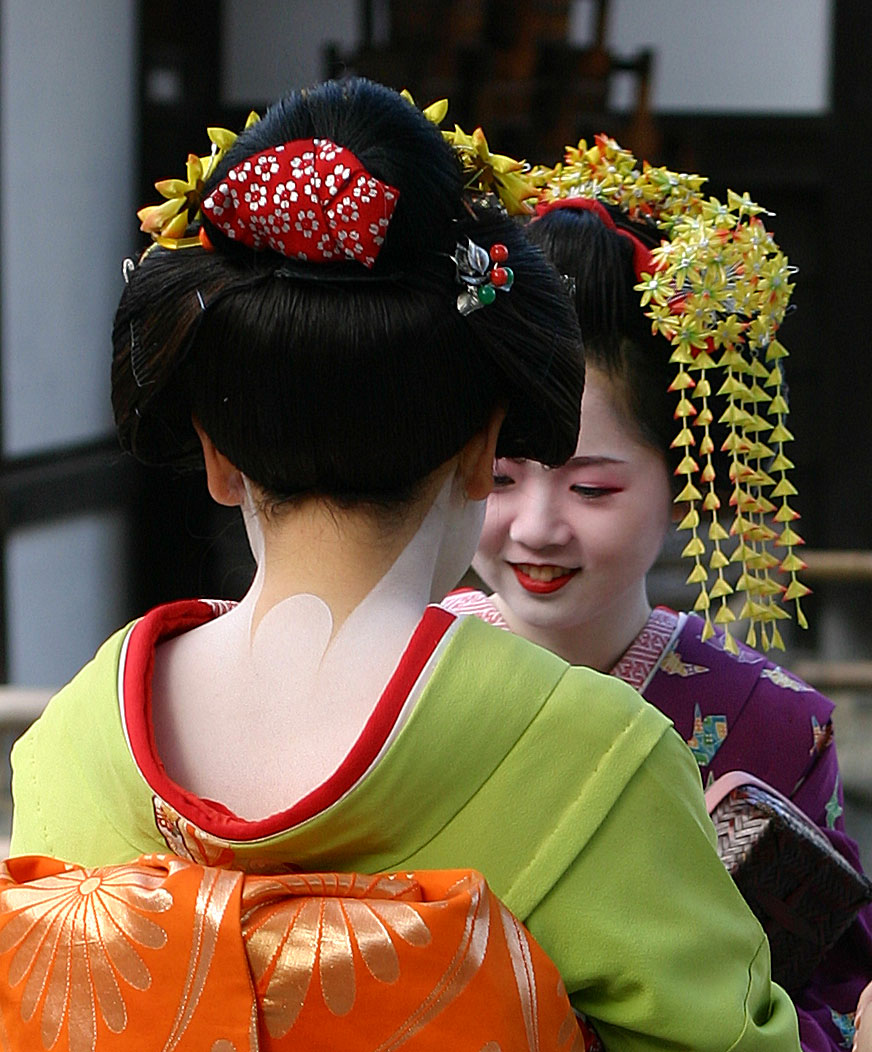
Kopfputze (Kanzashi) von Maikos

Ein Kopfschmuck oder veraltet auch Kopfputz oder Kopfzierrat (bis 1996 Kopfzierrath) ist eine schmückende Kopfbedeckung, die in erster Linie nicht dem Zweck des Bekleidens oder zum Schutz des Kopfes dient, sondern der Verzierung oder der Hervorhebung der eigenen Person.

## Unterschiedliche Ausführungen
Zum Kopfschmuck zählen beispielsweise die altägyptische Geierhaube, die Tiara, das Diadem, die Kronen westlicher Herrscher, das Perlenschnurbarett der chinesischen Kaiser sowie die Goldhaube oder Bändelhaube in der ostbairischen und österreichischen Tracht. Ebenso zum Kopfschmuck zählen die mit Federn geschmückten indianischen Warbonnet, die afrikanischen Federhauben oder Haarverzierungen mit Perlen. Der Begriff Kopfputz gilt laut Theater-Lexikon von 1841 insbesondere für die weibliche Kopfzierde zu der neben Spangen, Bändern, Federn auch Perlen oder Diamanten gehören können.
Eine besondere Rolle spielt der Kopfputz bei traditionellen Trachten, wo er oft maßgeblich zur Abgrenzung von anderen, ähnlichen Trachten und zur Identifizierung einer bestimmten Tracht beiträgt, ebenso – und oftmals mehr noch – aber auch zur Erforschung der geschichtlichen Entwicklung einer Tracht, was dann immer auch eng verbunden ist mit der Geschichte der Besiedlung und den Bevölkerungsverschiebungen eines Gebietes.
In früheren Zeiten gab es für die Hersteller dieser Verzierung den Beruf der „Putzmacher“. Die offizielle Berufsbezeichnung ist Modist.
Insbesondere in Großbritannien hat der Kopfschmuck bei offiziellen Festlichkeiten wie Hochzeiten und wichtigen Pferderennen eine besondere Bedeutung für die Kleidung von Frauen. Er wird Fascinator genannt.

### Kopfschmuck als Standeszeichen

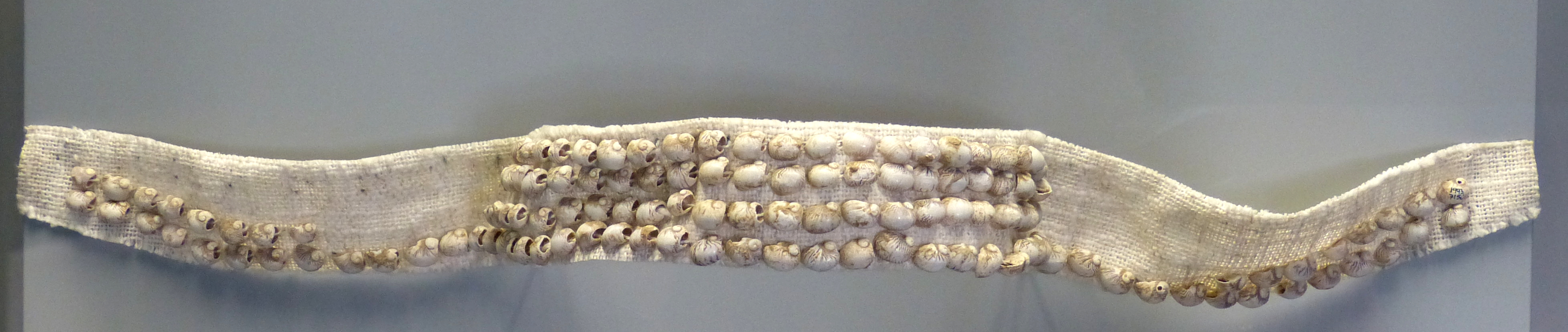
Neolithischer Muschel-Kopfschmuck aus Essenbach

Der traditionelle Kopfschmuck diente neben der Bekleidung insbesondere als sichtbares Zeichen eines Standes. So trugen beispielsweise die germanischen Anführer einen Kopfschmuck (auch in Form von geflochtenen Haarkränzen) als Zeichen ihrer Würde und Macht, um jedem ihre Stellung anzuzeigen. Da nur wenige Menschen lesen konnten, waren diese Symbole ein wichtiges Erkennungsmerkmal. In vielen Berufszweigen finden sich zudem einheitliche Kopfbedeckungen. Sie dienen nicht als Schmuck, sondern als Erkennungsmerkmale (Haube von Krankenschwester oder Dienstmädchen, Barett oder Helm des Soldaten, Pickelhaube oder Dienstmütze des Polizisten). In warmen Ländern, etwa in Afrika, wo die Stammeszugehörigkeit oder der Familienstand nicht durch Kleidung ausgedrückt wird, kann dieses am Kopfschmuck abgelesen werden, beispielsweise bei äthiopischen Frauen. Auch in Europa wurde im Mittelalter der Familienstand verheirateter Frauen durch das Tragen einer Haube (Gebende) angezeigt. Bei der Hochzeit tragen manche Bräute zudem einen Brautschleier als Kopfschmuck, der teilweise oder ganz das Gesicht verhüllt.

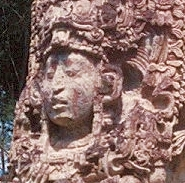
Copán – Stele H (Detail)

### Kopfschmuck als Herrschaftssymbol
Schon vor Jahrtausenden schmückten sich die Kaiser, Könige und Fürsten des Altertums mit besonderen Hüten oder Kränzen. Dabei stand der herrschenden Schicht meist ein besonders prunkvoller Kopfschmuck, beispielsweise für Repräsentationszwecke, zur Verfügung. Hierzu zählen die schweren goldenen Kronen, die nicht für ein dauerhaftes Tragen gedacht waren. Beispiele dafür finden sich in vielen Kulturen insbesondere in Hochkulturen etwa in Ägypten (Geierhaube, Nemes-Kopftuch, unterschiedliche Kronen), im Orient (Turban eines Emirs, Kalifen, Sultans oder Maharadschas) oder bei den Maya und Azteken (Federkrone Moctezumas). In anderen Kulturen war es eher ein schlichter Kranz, der als Kopfschmuck diente und seinen Träger beschützen oder ihm besondere Kräfte verleihen sollte. Diese finden sich beispielsweise bei den Sumerern oder Etruskern. Kränze als Ehrenzeichen sind auch aus dem antiken Griechenland (Stephanos) oder dem römischen Reich (Lorbeerkranz) bekannt, wo sie beispielsweise als Siegerkränze auf die besondere Bedeutung oder Leistung des Trägers hinwiesen.